# Gil Friesen
Gil Friesen (* 19. März 1937 in Pasadena, Kalifornien; † 13. Dezember 2012 in Brentwood, Los Angeles, Kalifornien) war ein US-amerikanischer Unternehmer, Labelbetreiber und Filmproduzent. Er wurde vor allem bekannt als Mitgründer und langjähriger Chef von A&M Records. Wegen der Produktion des Films 20 Feet from Stardom wurde ihm 2014 posthum der Oscar für den besten Dokumentarfilm verliehen.

## Leben
Gil Friesen wuchs als Sohn einer musikalischen Familie in Pasadena, Kalifornien auf.  Er studierte an der University of California, Los Angeles und begann seine Karriere in der Postabteilung von Capitol Records. Von dort aus arbeitete er sich zum Promoter und Musikmanager vor.
1962, als Herb Alpert und Jerry Moss das Independent-Label A&M Records gründeten, war Friesen einer der ersten Mitarbeiter. Von Moss wurde er gerne das „Ampersand“ im Labelnamen genannt. Das Label brachte von den 1960ern bis in die 1980er eine ganze Reihe von späteren Stars hervor, darunter Herb Alpert & the Tijuana Brass, Carole King, Cat Stevens, die Carpenters, Joe Cocker, Peter Frampton, The Police, Go-Go’s, Janet Jackson, Barry White und Bryan Adams. Friesen leitete das Label seit 1977 als Präsident.
1981 war er die treibende Kraft hinter A&M Films, der Filmproduktionsgesellschaft des Plattenlabels. Er selbst versuchte sich auch als Filmproduzent, unter anderem mit Der Frühstücksclub (1985), Lanny dreht auf (1985), Ein ganz verrückter Sommer (1986) und Blaze – Eine gefährliche Liebe (1989). 1990, als A&M Records an Polygram Records verkauft wurde, zog er sich aus dem Labelgeschäft zurück.
Gil Friesen war Vorsitzender Museum of Contemporary Art, Los Angeles. Er gründete außerdem das Classic Sports Cable Network, der 1997 von ESPN für 175 Millionen US-Dollar aufgekauft wurde und war einer der ersten Investoren der Internet-Firma Akamai.
2012 produzierte er den Dokumentarfilm 20 Feet from Stardom des Regisseurs Morgan Neville. Der Film handelte vom Leben der Background-Sänger und -Sängerinnen, die im Schatten großer Stars lebten. Er erlebte die Premiere des Filmes nicht mehr. Friesen verstarb am 13. Dezember 2012 an Leukämie. Für die Produktion des Films wurde er bei der Oscarverleihung 2014 posthum geehrt.

## Privatleben
Gil Friesen war dreimal verheiratet, zuletzt mit seiner Frau Janet Friesen, mit der er zwei Kinder hat. Aus einer früheren Ehe hatte er ebenfalls einen Sohn.

## Filmografie
- 1985: Der Frühstücksclub (The Breakfast Club)
- 1985: Lanny dreht auf (Better Off Dead...)
- 1985: Bring on the Night
- 1986: Ein ganz verrückter Sommer (One Crazy Summer)
- 1988: Bestie Krieg (The Beast of War)
- 1989: Drei Betten für einen Junggesellen (Worth Winning)
- 1989: Blaze – Eine gefährliche Liebe (Blaze)
- 1991: Zwischen Liebe und Hass (Crooked Hearts)
- 2012: 20 Feet from Stardom